# Powiat Eger
Powiat Eger (węg. Egri járás) – jeden z siedmiu powiatów komitatu Heves na Węgrzech. Siedzibą władz jest miasto Eger.

## Miejscowości powiatu Eger
- Andornaktálya
- Demjén
- Eger
- Egerbakta
- Egerszalók
- Egerszólát
- Felsőtárkány
- Kerecsend
- Maklár
- Nagytálya
- Noszvaj
- Novaj
- Ostoros
- Szarvaskő